# بندیکت ویلرت
بندیکت ویلرت (انگلیسی: Benedikt Willert؛ زادهٔ ۲ ژوئن ۲۰۰۱) بازیکن فوتبال است.
از باشگاه‌هایی که در آن بازی کرده‌است می‌توان به باشگاه فوتبال نورنبرگ اشاره کرد.